# Dusenia producta
Dusenia producta là một loài Rêu trong họ Leucodontaceae. Loài này được (Hornsch.) Müll. Hal. mô tả khoa học đầu tiên năm 1917.